# 异麦角酸二乙酰胺
异麦角酸二乙酰胺（iso-LSD或(5R-8S)-LSD，化学式：C20H25N3O）是一种麦角酰胺类化合物，可作为5-羟色胺受体调节剂。麦角酸二乙酰胺（LSD）在碱存在下会异构化为iso-LSD，因此它是LSD合成过程中的常见污染物。